# Saint-Léger, Charente

Saint-Léger este o comună în departamentul Charente, Franța. În 1 ianuarie 2018 avea o populație de 128 de locuitori.